# 9 fructidor
9 thermidor 9 jour complémentaire
Le nonidi 9 fructidor, officiellement dénommé jour de la réglisse, est le 339e jour de l'année du calendrier républicain.
C'était généralement le 26e jour du mois d'août dans le calendrier grégorien.